# Agostino Lazzari
Agostino Lazzari (Sestri Ponente, 11 novembre 1919 – Genova, 28 gennaio 1981) è stato un tenore italiano.

## Biografia
Tenore lirico leggero dalla voce chiara di timbro piacevole e dotato di ottima tecnica, fece il debutto ufficiale nel 1946 al Teatro Regio di Parma nel ruolo del Conte d'Almaviva de Il barbiere di Siviglia, opera che resterà per molti anni nel suo repertorio.
Dopo il lusinghiero successo del debutto, la carriera proseguì nei teatri di provincia. Nel 1948 cantò L'amico Fritz al Teatro Metastasio di Prato e due anni dopo vinse come tenore il primo concorso indetto dall'AS.LI.CO. Il successo ottenuto al concorso gli aprì le porte dei principali teatri italiani e successivamente internazionali.
Nel 1951 debuttò al Teatro alla Scala in Don Pasquale; nella stessa stagione si esibì al Teatro Reale del Cairo ne La traviata e La bohème, e al Teatro la Fenice di Venezia nell'opera contemporanea Commedia sul ponte. Dal 1956 al 63 venne scritturato dalla RAI, dove registrò otto opere. Nel 1960 debuttò nell'Otello rossiniano a fianco della Desdemona di Virginia Zeani, replicato successivamente a Roma, Pesaro, New York, Berlino. Con il soprano romeno si stabilì un sodalizio artistico in opere come La traviata, La bohème, Les contes d'Hoffmann. Nel 1962 si esibì al Teatro San Carlo di Napoli in Falstaff, con Tito Gobbi, Renata Tebaldi e Mirella Freni.
Si ritirò dalle scene nella seconda metà degli anni settanta. Di Lazzari rimangono diverse incisioni discografiche, in studio e da registrazioni dal vivo.

## Repertorio
- Wolfgang Amadeus Mozart
  - Le nozze di Figaro (Don Basilio)
  - Il ratto dal serraglio (Belmonte)
  - Don Giovanni (Don Ottavio)
- Baldassare Galuppi
  - La diavolessa (Falco)
- Tommaso Traetta
  - Antigona (Adrasto)
- Giovanni Paisiello
  - Fedra (Ippolito)
  - La molinara (Don Collandro)
- Giovanni Battista Pergolesi
  - Lo frate 'nnamorato (Carlo)
- Domenico Cimarosa
  - Le astuzie femminili (Filandro)
- Saverio Mercadante
  - Elisa e Claudio (Claudio)
- Gioachino Rossini
  - Il barbiere di Siviglia (Il conte d'Almaviva)
  - Mosè in Egitto (Elisero)
  - La gazzetta (Alberto)
  - Il turco in Italia (Don Narciso)
  - Otello (Otello)
  - La Cenerentola (Don Ramiro)
- Vincenzo Bellini
  - La sonnambula (Elvino)
- Gaetano Donizetti
  - Don Pasquale (Ernesto)
  - L'elisir d'amore (Nemorino)
  - Lucia di Lammermoor (Edgardo)
- Valentino Fioravanti
  - Le cantatrici villane (Carlino)
- Jules Massenet
  - Werther (Werther)
  - Manon (Des Grieux)
- Giuseppe Verdi
  - Falstaff (Fenton)
  - La traviata (Alfredo Germont)
- Giacomo Puccini
  - La bohème (Rodolfo)
  - Gianni Schicchi (Rinuccio)
  - Turandot (Truffaldino)
- Daniel Auber
  - Fra Diavolo (Fra Diavolo)
- Jacques Offenbach
  - Les contes d'Hoffmann (Hoffmann)
- Pietro Mascagni
  - Lodoletta (Flammen)
  - L'amico Fritz (Fritz)
- Ruggero Leoncavallo
  - Pagliacci (Arlecchino)
- Giuseppe Pietri
  - Maristella (Giovanni)
- Francesco Cilea
  - Gloria (Lionetto)
  - Adriana Lecouvreur (Maurizio)
  - L'Arlesiana (Federico)
- Richard Strauss
  - Die Liebe der Danae (Mercurio)
- Hans Werner Henze
  - Boulevard Solitude (Armand Des Grieux)
- Giulio Cesare Brero
  - Novella (Ruggeri)
- Goffredo Petrassi
  - Morte dell'aria  (Fotografo)
- Gian Francesco Malipiero
  - Il festino (Giacinto)
  - Donna Urraca (Don Paolo)
- Ermanno Wolf-Ferrari
  - I quatro rusteghi (Filipeto)
- Gian Carlo Menotti
  - Amahl e i visitatori notturni (Re Gaspare)
- Anton Rubinstein
  - Il demone (Principe Sinodal)
- Flavio Testi
  - La Celestina (Parmeno)
- Roman Vlad
  - Il dottore di vetro (Tersandro)
- Mario Zafred
  - Amleto (Orazio)
- Bohuslav Martinů
  - Commedia sul ponte (il maestro)
- Vieri Tosatti
  - Partita a pugni (Secondo pugile)